# Craterul Zeleny Gai
Craterul Zeleny Gai este un crater de impact meteoritic din Regiunea Kirovohrad, Ucraina.

## Date generale
Acesta este de 3,5 km în diametru și are vârsta estimată la 80 ± 20 milioane ani (Cretacicul superior). Craterul nu este expus la suprafață.